# Zdobycie Krety przez Bizantyńczyków
Zdobycie Krety przez Bizantyńczyków – zajęcie wyspy w roku 961 w trakcie wojen bizantyńsko-arabskich.
Po zdobyciu Krety przez muzułmanów w roku 827, Bizancjum kilkakrotnie zorganizowało wyprawy mające na celu odbicie wyspy. W roku 843 na zaledwie rok Kretę odzyskał Teoklistos. W roku 911 cel nie powiódł się Himeriosowi, który poniósł klęskę nieopodal wyspy. Kolejna porażka spotkała wyprawę Gongylasa w roku 949.
W roku 961 doszło do ataku wojsk bizantyńskich na Kretę. Dowódcą wyprawy mianowano jednego z synów Bardasa Fokasa – Nicefora. Nowa kampania miała uwolnić Morze Egejskie od plagi korsarstwa saraceńskiego.
Flota bizantyńska składała się z 3000 okrętów, w tym 2000 galer zaopatrzonych w przyrządy do miotania ognia greckiego. Wyprawa opuściła Konstantynopol latem 960.
Na początku Nicefor zaatakował saraceńską stolicę wyspy i osławione gniazdo piratów Kandia (obecnie Heraklion). Oblężenie przeciągało się przez całą zimę. Wreszcie w marcu 961 r. chrześcijanie wzięli szturmem stolicę Krety. Bizantyńczycy wysiekli na Krecie około 200 000 Saracenów, a drugie tyle kobiet i młodzieży uprowadzili w niewolę. Mury Kandii zostały zrównane z ziemią, a odzyskana dla cesarstwa Kreta stała się terenem wytężonej działalności misyjnej.